# 견희재
견희재(甄熙材, 1988년 11월 27일~)는 대한민국의 축구 선수이며, 포지션은 미드필더이다. 고려대학교 축구부를 거쳐 K리그의 성남 일화 천마에 입단했다. 이후 청주 FC와 포천시민축구단에서 축구 생활을 이어갔다.